# 素晴らしきヒコーキ野郎
『素晴らしきヒコーキ野郎』（すばらしきヒコーキやろう、Those Magnificent Men in Their Flying Machines or How I Flew from London to Paris in 25 Hours and 11 Minutes）は、1965年公開のイギリス映画。

## 解説
飛行機発展の黎明期であった1910年を舞台に、大手新聞社主催によるロンドン-パリ間の飛行機レースに世界中の強者を集めて開催されるレースの模様を、ケン・アナキンが国際的スターを集めて作った豪華な大作映画。日本からは石原裕次郎が参加し、外国映画初進出を果たした。登場人物たちの出身国の国民性をステレオタイプに描いた、喜劇である。

## あらすじ
賞金目当てのくせ者たちが、飛行機レースのために、ロンドンに集結する。離陸寸前に破れたり離陸できずに暴走したり、とんでもないところに墜落したり…。フランス人デュボワは女の尻ばかり追いかけ、ドイツ人ホルスタイン大佐はマニュアル人間だ。2人がつまらぬことから決闘したがイタリア人のポンティチェリ伯爵 が妙チキリンな飛行機にのって中に入ってコトなきを得たり…。イギリス人のアーミテージ卿はズル賢く、目的のためには手段を選ばない男である。まず強敵をヤッてしまおうと、日本人のヤマモトに下剤入りの酒を呑ませようとしたが、それを横からとった別の飛行士が呑んでしまう。卿は仕方なくヤマモトや西部男オービルが操縦する飛行機に細工する。
レースの日。ヤマモトは卿のお蔭で離陸間もなく墜落、オービルも車輪なしで飛び立った。結局、オービル、メイズ、ポンティチェリの3機で決勝を争うことになったが、ポンティチェリ機のエンジンが火を吹きだし、オービルは空中離れ業を演じて救った。このためレースの一着はメイズだったが事の次第を知り、オービルと賞金を山分けしようと申し出る。そして新聞王の娘パトリシアの愛の行方は？

## 登場人物
オービル・ニュートン （飛行機ナンバー7）
アメリカ人。飛行機レースの記事を見て、アリゾナから借金をしてやってきた。パトリシアを飛行機に乗せたことにより、ローンズリー卿の逆鱗に触れ失格とされたが、パトリシアのとりなしにより、再度出場資格を得た。
パトリシア・ローンズリー
ローンズリー卿の娘。この時代にあって、バイクに乗ったり、飛行機に乗りたがったり、かなりのじゃじゃ馬娘。メイズと恋仲であるが、婚約はしていない。
リチャード・メイズ （飛行機ナンバー8）
イギリス人。近衛兵。パトリシアと恋仲であり、ローンズリー卿からは結婚の許可を得ているが、婚約はまだしていない。ローンズリー卿に飛行機レースの開催を提案し、自らも出場する。飛行中は緑色の毛糸帽をかぶり、白と紫の縞模様のマフラーをしている。
エミリオ・ポンティチェリ伯爵 （飛行機ナンバー2）
イタリア人。イタリア屈指の資産家であり、その資金にものをいわせ、いろいろな飛行機を買い集めている。妻からは、飛行機に乗ることをやめて欲しいと懇願されており、一度は乗ることをあきらめるが、飛行機レースの知らせを聞き、再度飛ぶことを決意する。
ローンズリー卿
新聞社デイリーポスト社長。メイズから飛行機レースの開催を提案され、「大英帝国が空の覇者であることを示す」ために、この飛行機レースを開催する。
マンフレッド・フォン・ホルスタイン大佐 （飛行機ナンバー11）
ドイツ人。「参考書で覚えろ」が信条。ドイツ軍の正規パイロットが負傷したため、ランベルストロス大尉を新たなパイロットに指名するが、ランベルストロス大尉もアーミテージ卿の妨害工作のために飛行できず、やむなく自身がマニュアル片手にレースに参加する。
ピエール・デュボア （飛行機ナンバー9）
フランス人。プレイボーイで、常に女性に声をかけている。
パーソンズ大尉 （飛行機ナンバー4）
イギリス人。海軍大尉。黄色に赤い縞の長いマフラーをしており、レースには愛犬ネルソンと共に出場する。英仏海峡越えに失敗し、不時着する。
ヤマモト (飛行機ナンバー1）
日本人。日本の代表として、飛行機レースに参加することとなった。優勝候補と考えられていたが、アーミテージ卿の妨害工作にあい、離陸直後に墜落する。
ランベルストロス大尉
ドイツ人。ホルスタイン大佐の部下。正規のパイロットが負傷したため、代わりのパイロットに任命された。アーミテージ卿の妨害工作により、レース当日に猛烈な下痢に襲われ、スタートに間に合わなかった。
パーシー・ウェア＝アーミテージ卿 （飛行機ナンバー12）
イギリス人。自称「イギリスの誇る大飛行家」。ただし、メイズが「一緒に参加できるとは光栄です」と挨拶しているところをみると、それなりの実績はある模様である。ずる賢く、助手のコートニーとともに、ほかの参加者の妨害工作をする。
コートニー
アーミテージ卿の助手。卿からは、つねにぞんざいに扱われている。卿と共に、ほかの参加者の妨害工作を行う。
ブリジット / イングリッド / マレーネ / フランソワ / イヴェット / ベティ
デュボアに声をかけられる女性。演じているのはイリナ・デミック１人であるが、役柄はすべて別の女性である（1人6役）
ネアンデルタール人
鳥が羽ばたくのを見て、自分も空を飛べるのではないかと考え、空を飛ぼうとする。時代が変わっても、自力で飛ぼうとする考えは変わっていない。
修道院長
不時着したポンティチエリ伯爵から再滑走の補助を頼まれるが、一旦は断る。しかしポンティチエリ伯爵の「私が脱落すれば、勝利はプロテスタントの手に」の言葉を聞き、再滑走を手伝う。
ジョージ・グルーバー
オービルの相棒。オービルと共にアリゾナからやってきた。整備などを手伝っているが、本人は飛行機に乗ったことはない模様。
マクドゥーガル (飛行機ナンバー6？)
スコットランド人。赤いタータンチェックのマフラーを巻き、スカートをはいており、飛行中もスコッチを飲んでいる。カレーまでは飛行しているが、その後の順位などは不明。
ハリー・ポッパーウェル　（飛行機ナンバー5）
ポンティチェリ伯爵に、いろいろな飛行機を売り込む。本人は前尾翼・リアプロペラの機体で、レースに参加する（機体をみたローンズリー卿に、「乗る方向が逆では？」と言われている）。無事に離陸したものの、スコットランド方面に流されてしまう。

## キャスト
| 役名                                                                  | 俳優                                   | 日本語吹替                                                         | 日本語吹替                                  | 日本語吹替 |
| 役名                                                                  | 俳優                                   | 日本テレビ版                                                       | テレビ朝日版                                | NHK総合版 |
| --------------------------------------------------------------------- | -------------------------------------- | ------------------------------------------------------------------ | ------------------------------------------- | --- |
| オービル・ニュートン                                                  | スチュアート・ホイットマン             | 小林勝彦                                                           | 西岡徳馬                                    | 佐々木功 |
| パトリシア・ローンズリー                                              | サラ・マイルズ                         | 此島愛子                                                           | 吉田理保子                                  | 上田みゆき |
| リチャード・メイズ                                                    | ジェームズ・フォックス                 | 大林隆介                                                           | 池田秀一                                    | 樋浦勉 |
| エミリオ・ポンティチェリ伯爵                                          | アルベルト・ソルディ                   | 藤村有弘                                                           |                                             | 小林修 |
| ローンズリー卿                                                        | ロバート・モーレイ                     | 高木均                                                             | 川久保潔                                    | 宮川洋一 |
| マンフレッド・フォン・ホルスタイン大佐                                | ゲルト・フレーベ                       | 滝口順平                                                           | 滝口順平                                    | 富田耕生 |
| ピエール・デュボア                                                    | ジャン＝ピエール・カッセル             | 徳丸完                                                             |                                             | 納谷六朗 |
| ブリジット / イングリッド / マレーネ フランソワ / イヴェット / ベティ | イリナ・デミック                       | 沢田敏子                                                           |                                             | 平野文 |
| コートニー                                                            | エリック・サイクス                     | 峰恵研                                                             |                                             | 青野武 |
| ネアンデルタール人                                                    | レッド・スケルトン                     |                                                                    | コロムビア・トップ                          | |
| パーシー・ウェア＝アーミテージ卿                                      | テリー・トーマス                       | 牟田悌三                                                           | 南利明                                      | 穂積隆信 |
| パーキンス消防署長                                                    | ベニー・ヒル                           |                                                                    |                                             | |
| ヤマモト                                                              | 石原裕次郎                             | 堺すすむ                                                           |                                             | 玄田哲章 |
| 修道院長                                                              | フローラ・ロブソン                     |                                                                    |                                             | 京田尚子 |
| ランペルストロス大尉                                                  | カール・ミカエル・フォーグラー         | 青野武                                                             |                                             | |
| ジョージ・グルーバー                                                  | サム・ワナメイカー                     |                                                                    |                                             | |
| マクドゥーガル                                                        | ゴードン・ジャクソン                   |                                                                    |                                             | |
| ナレーター                                                            | ジェームズ・ロバートソン・ジャスティス | 牧野周一                                                           | 坊屋三郎                                    | 中村正 |
| 不明 その他                                                           | N/A                                    | 村松康雄 大久保正信 三枝みち子 熊倉重之 野本礼三 桜本昌弘 幹本雄之 |                                             | 梶哲也 千葉耕市 小林清志 石井敏郎 藤本譲 石森達幸 嶋俊介 秋元羊介 吉田理保子 高村章子 塚田正昭 星野充昭 田原アルノ 大塚明夫 達依久子 岩坪理江 大橋美幸 佐藤ユリ |
|                                                                       |                                        |                                                                    |                                             | |
| 演出                                                                  | 演出                                   | 長野武二郎                                                         | 高桑慎一郎                                  | 壷井正 |
| 翻訳                                                                  | 翻訳                                   | 大野隆一                                                           |                                             | 嶋口麻美 |
| 効果                                                                  | 効果                                   |                                                                    | 左近允洋                                    | 左近允洋 |
| 調整                                                                  | 調整                                   | 遠西勝三                                                           |                                             | |
| 制作                                                                  | 制作                                   | シネビーム                                                         |                                             | グロービジョン |
| 解説                                                                  | 解説                                   | 水野晴郎                                                           | 淀川長治                                    | |
| 初回放送                                                              | 初回放送                               | 1982年4月4日 『水曜ロードショー』 21:00-22:55                      | 1978年12月31日 『日曜洋画劇場』 21:00-23:24 | 1988年8月20日 19:20-21:30 |

## スタッフ
- 監督・脚本：ケン・アナキン
- 製作：スタン・マーガリーズ
- 脚本：ジャック・デイヴィス
- 撮影：クリストファー・チャリス
- 音楽：ロン・グッドウィン

## その他
- 本作のテーマ曲は、吹奏楽にて時折演奏される。また、千葉ロッテマリーンズの福浦和也の応援歌として使用された。
- スタント飛行を担当した女性パイロットのジョアン・ヒューズは『サンダーバード6号』にも起用された。
- 邦題を『華麗なるヒコーキ野郎』（原題: 『The Great Waldo Pepper』/ 1975年のアメリカ映画）とする映画が存在するが、本作とは全く関連がない。
- 1969年の映画『モンテカルロ・ラリー』は、監督のケン・アナキンをはじめ一部スタッフやキャストが同一であること、作品の趣向も同じであることから本作の続編・姉妹編として扱われている[4]。